# Grunge
Grunge (také označovaný jako Seattle Sound) je podžánr alternativního rocku, vycházející z hard rocku a punk rocku. Grungeové kapely byly ovlivňovány dalšími styly, jako například hardcorem, noise rockem nebo heavy metalem. Počátky grunge se pojí s polovinou 80. let ve státě Washington, především v okolí města Seattle. Název stylu údajně pochází od Marka Arma z Mudhoney a znamená „roztrhaný, špinavý“.
Typickým zvukem grungeové hudby jsou „špinavé“, silně zkreslené zvuky kytary a silné riffy. Texty se zabývají většinou pocitem odcizení, beznadějí, desiluzí, bezmocí, bolestí, touhou po svobodě, nudou a depresemi, a to ať už ze smířené, nebo velice rozzlobené pozice. Texty často oplývaly také cynickým humorem. Interpreti si například libovali v negaci, zesměšňování a vůbec shazování nastavených společenských pravidel, která zavedly předchozí generace, a klišé. Některé se zabývaly i rasismem či feminismem, odporem proti komerci, stejně tak odporem proti válce. Ve stylizaci kapel je časté napadání glammetalové a glamrockové scény 80. let (např. v písni Nirvany „Hairspray Queen“); odráželo se to například nechutí k pompézním představením, nechutí tak typickou pro punk, ke kterému se kapely hlásily a ztotožňovali se.
První grungeové kapely byly ovlivněny především lokálními punkovými/hardcoreovými skupinami. Své polínko do ohně přidala i z počátku velmi rychlá hardcorová, později pomalá doommetalová kapela Melvins, pyšnící se jak nejtvrdšími riffy, jaké lze v rockové hudbě slyšet, tak přízviskem „nejpomalejší punková kapela“. Mezi jiné zdroje patří alternativní rock jako Sonic Youth, Pixies, R.E.M. a Dinosaur Jr., hard rock a heavy metal (Black Sabbath, Led Zeppelin, Aerosmith, Jimi Hendrix, The Who, The Rolling Stones, Iron Maiden nebo i The Doors), hardcore (Black Flag, Butthole Surfers), sedmdesátkový punk rock (Sex Pistols, The Clash, Ramones), zároveň s protopunkem, jako jsou The Stooges a MC5. Další výrazný vliv na grungeovou hudbu měl zpěvák a kytarista Neil Young, který proslul silně zkresleným (grungeovým) zvukem kytary a kterého spousta grungeových umělců (i díky existencionalistickým a protispolečenským textům) uvádí jako svůj vzor. První skupinou považovanou za grungeovou je seattleská Green River, jejíž členové později stáli u zrodu Mudhoney a Pearl Jam.
Na vrchol popularity se grunge dostal v roce 1991, kdy vyšlo album skupiny Nirvana Nevermind. V té době však byly zaběhlé i další skupiny, např. Soundgarden a Alice in Chains. Další významnou událostí bylo vydání alba Ten skupiny Pearl Jam. Po smrti zpěváka Nirvany Kurta Cobaina v roce 1994 začal žánr pohasínat, přestože se objevil styl zvaný post-grunge (např. američtí Foo Fighters, jejichž interpret Dave Grohl byl bubeníkem Nirvany, jihoafričtí Seether nebo britští Bush). Na druhou stranu grunge způsobil konec glam metalu, ovlivnil důležitou část alternativního rocku, který se popularizoval od 90. let, a zároveň pomohl oživit punk(alternativní scénu obecně). Zvláštním podžánrem je také Riot Grrrl, feministický punk představovaný například skupinami Hole, Bikini Kill a Pussy Riot.
Ke grunge patří i typický styl oblékání. Jako projev odporu proti komerci glamrockové „oslnivé“ kultuře a jako projev frustrovanosti nasazuje grunge módu „městských ztracenců“, mezi jejíž hlavní znaky patří obliba starého oblečení, flanelových kostkovaných košil (po vzoru Neila Younga), vytahaných svetrů, roztrhaných džín a kraťasů, tenisek Converse, bot Doc Martens a hardcoreové etiky DIY (Do it yourself – „Udělej si sám“). Častým znakem jsou dlouhé nečesané vlasy, někdy dredy.

V původním slova smyslu grunge znamenal typické oblékání v menších městech v okolí Seattlu, přizpůsobené chladnému počasí.[zdroj?]
V Seattlu se narodil i Jimi Hendrix, což v oblasti rockové hudby dodávalo této scéně již od konce šedesátých let jistou výjimečnost.

## Významní interpreti
- Nirvana
- Pearl Jam
- Alice in Chains
- Soundgarden
- Audioslave
- Dickless
- Mad Season
- Babes in Toyland
- Green River
- Hole
- L7
- Melvins
- Mother Love Bone
- Mudhoney
- Screaming Trees
- Stone Temple Pilots
- Tad
- Temple of the Dog
- Truly
- Grey Daze